# Аеродром Нови Уренгој
Аеродром Нови Уренгој (IATA: NUX, ICAO: USMU ) је аеродром у руском Јамало-ненецком аутономном округу. Аеродром се налази на 32. месту у земљи по промету путника (око један милиона путника), а налази се на 5 км југозападно од истоименог града. Аеродром има једну армирано-бетонску стазу и хелиодром. Власник аеродрома је Јамало-ненецки аутономни округ.

## Положај
Аеродром налази се на 5 км југозападно од истоименог града.

## Авио-компаније и дестинације
| Airlines     | Destinations                                                                                                 |
| ------------ | --- |
| Аерофлот     | Москва (Шереметьево)                                                                                         |
| Газпром авиа | чартер: Москва (Внуково), Самара, Уфа                                                                        |
| UVT Aero     | Казањ, Краснојарск, Сургут, Чељабинск                                                                        |
| Utair        | Санкт-Петербург, Уфа сезонски: Краснодар чартер: Уфа                                                         |
| Јамал        | Јекатеринбург, Москва (Домодедово), Краснојарск, Новосибирск, Тјумењ , Уфа сезонски: Салехард чартер: Тјумењ |
| S7 Airlines  | Москва (Домодедово)                                                                                          |

## Аеродромске карактеристике
Аеродром има једну писту димензија 2550 × 46 м . Опремљен је са 14 паркинг места за авионе. Хелиодром заузима 7,2 хектара и има 20 паркинг места за хеликоптере.

## Историја
Почетком 1970-их, становништво Новог Уренгоја је бројало само око 520 људи. У селу није било ни болнице ни школе. 1975. године отворен је мали аеродром Јагељное за превоз терета и чији се терминал налазио у малој дрвеној згради.
Нови аеродромски комплекс Нови Уренгои почео је да се гради 1977, а у лето 1980. изграђена је армирано-бетонска писта, управно-путничка зграда за 50 путника на сат, као и паркинзи за хеликоптере . У јулу 1980. са новог аеродрома полетео је први Ту-134.
Деведесетих година долази до новог развоја аеродромске инфраструктуре: изграђене су котларница, нова управна и путничка зграда капацитета 300 путника на сат, паркинг-гаража, и станица за хитну помоћ и спашавање.
У плану је да се до краја 2021. године изгради модеран терминал, капацитета до 1,45 милиона путника годишње.

## Статистика
| Број путника по години                           | Број путника по години | Број путника по години | Број путника по години | Број путника по години | Број путника по години | Број путника по години | Број путника по години | Број путника по години | Број путника по години | Број путника по години | Број путника по години | Број путника по години | Број путника по години | Број путника по години | Број путника по години | Број путника по години | Број путника по години | Број путника по години | Број путника по години | Број путника по години |
| ------------------------------------------------ | ---------------------- | ---------------------- | ---------------------- | ---------------------- | ---------------------- | ---------------------- | ---------------------- | ---------------------- | ---------------------- | ---------------------- | ---------------------- | ---------------------- | ---------------------- | ---------------------- | ---------------------- | ---------------------- | ---------------------- | ---------------------- | ---------------------- | ---------------------- |
| године                                           | 2013                   | 2014                   | 2015                   | 2016                   | 2017                   |                        |                        |                        |                        |                        |                        |                        |                        |                        |                        |                        |                        |                        |                        |                        |
| хиљаду путника                                   | 732.5                  | ↗ 815.7                | ↗ 870,7                | ↗ 896.6                | ↗ 937.6                |                        |                        |                        |                        |                        |                        |                        |                        |                        |                        |                        |                        |                        |                        |                        |
| Проток терета                                    |                        |                        |                        |                        |                        |                        |                        |                        |                        |                        |                        |                        |                        |                        |                        |                        |                        |                        |                        |                        |
| године                                           | 2013                   | 2014                   | 2015                   | 2016                   | 2017                   |                        |                        |                        |                        |                        |                        |                        |                        |                        |                        |                        |                        |                        |                        |                        |
| тона                                             | Н/Д                    | 3,183.4                | ↗ 3 803.7              | ↗ 3 843,5              | ↗ 4 167.8              |                        |                        |                        |                        |                        |                        |                        |                        |                        |                        |                        |                        |                        |                        |                        |
| Извор : Федерална агенција за ваздушни саобраћај |                        |                        |                        |                        |                        |                        |                        |                        |                        |                        |                        |                        |                        |                        |                        |                        |                        |                        |                        |                        |

## Приступ аеродрому
До аеродрома се може доћи аутом и јавним превозом. Возе аутобуске линије 1,3,5.